# Istoria consolelor de jocuri (a șaptea generație)
A șaptea generație a consolelor de jocuri video include console lansate începând cu anul 2005 de către Nintendo, Microsoft, și Sony. Aceasta a început pe 22 noiembrie 2005 odată cu lansarea lui Xbox 360 și a continuat cu lansarea consolei PlayStation 3 pe 11 noiembrie 2006 și Wii pe 19 noiembrie 2006. Fiecare consolă a introdus noi caracteristici în industria jocurilor video. Xbox 360 oferă randarea nativă a jocurilor la rezoluții HD, PlayStation 3 oferea, pe lângă introducerea standardului 1080p, primul cititor de Blu-ray pe console, iar Wii a integrat controllere cu senzori de mișcare.
Sony lansează un controller asemănător, PlayStation Move, în septembrie 2010. Microsoft se alătură celor de la Sony și Nintendo, cu Kinect, care nu necesită un controller separat, utilizatorul fiind „controllerul”. Fiind vândut în peste 8 milioane de unități în primele 60 de zile de la lansare, Kinect a obținut recordul mondial la categoria „cel mai rapid vândut dispozitiv electronic pentru consumatori”. În timp ce controllerele pentru Xbox 360 se conectează prin fir, iar cele wireless folosesc baterii, toate controllerele pentru PlayStation 3 sunt fără fir, bazându-se pe Bluetooth. În ceea ce privește consolele portabile, cea de-a șaptea generație a început pe 21 noiembrie 2004 cu introducerea pe piața americană a lui Nintendo DS. Nintendo DS (NDS) are un touchscreen controlat prin stylus, microfon incorporat, și suport wireless IEEE 802.11 standard (Wi-Fi). Ediția îmbunătățită a acestuia, DSi, vine cu două camere incorporate, abilitatea de a descărca jocuri din magazinul DSi și un browser web. PlayStation Portable, sau PSP, lansat mai târziu în același an pe data de 12 decembrie 2004, se adresa unui alt tip de utilizatori. A fost prima consolă portabilă care folosea un cititor de discuri, Universal Media Disc (UMD), ca mod principal de stocare al datelor. PSP-ul putea reda conținut multimedia, se putea conecta la PlayStation 3 (devenind un al doilea controller și ecran pentru PS3) și alte PSP-uri și conexiune Wi-Fi la Internet. PlayStation Portable este cea mai bine vândută consolă portabilă comercializată de un alt producător decât Nintendo.

## Console

### Wii
Nintendo a intrat în cea de-a șaptea generație cu o nouă abordare prin lansarea Wii-ului. Compania își propunea să atragă atât gamerii înrăiți cât și pe cei de ocazie, cei care de regulă nu joacă jocuri, încercând să aducă noi experiențe de joc și forme de interacțiune cu acestea în locul graficii de ultimă oră și tehnologiei scumpe. Această abordare a fost implementată în trecut pe piața consolelor portabile pe Nintendo DS. Nintendo a sperat că noile scheme de control implementate le vor înlocui pe cele convenționale, readucând-o pe Nintendo în poziția de lider.
Această strategie a dat roade, cererea pentru Wii depășind stocurile de console în timpul anului. Deoarece Nintendo a obținut profit încă de la prima consolă vândută spre deosebire de competitorii săi, a reușit să obțină profitul cel mai mare. Cu câteva excepții, vânzările mondiale lunare ale Wii-ului au fost mai mari decât cele ale Xbox 360 și PlayStation 3, depășind liderul inițial al generației, Microsoft, și mărind distanța în ceea ce privește cota de piață între Microsoft și Sony. Pe 12 septembrie 2007, cotidianul britanic Financial Times anunța că vânzările de Wii le-au depășit pe cele de Xbox 360, lansat cu un an în urmă, devenind lider pe piața consolelor în cea de-a șaptea generație.
Ca și în generațiile precedente, Nintendo a continuat să lanseze jocuri din serii populare ca Mario, The Legend of Zelda, Metroid, și Pokémon, printre altele. Pentru a-i atrage pe gamerii de ocazie, Nintendo a dezvoltat un grup de jocuri de bază pentru Wii, acestea fiind Wii Sports, Wii Play, Wii Fit, și Wii Music, unde jucătorii se folosesc de abilitățile senzorului de mișcare al consolei și de accesorii pentru a simula activități din viața reală. Cu excepția lui Wii Music, toate jocurile din seria Wii au avut succes la public.

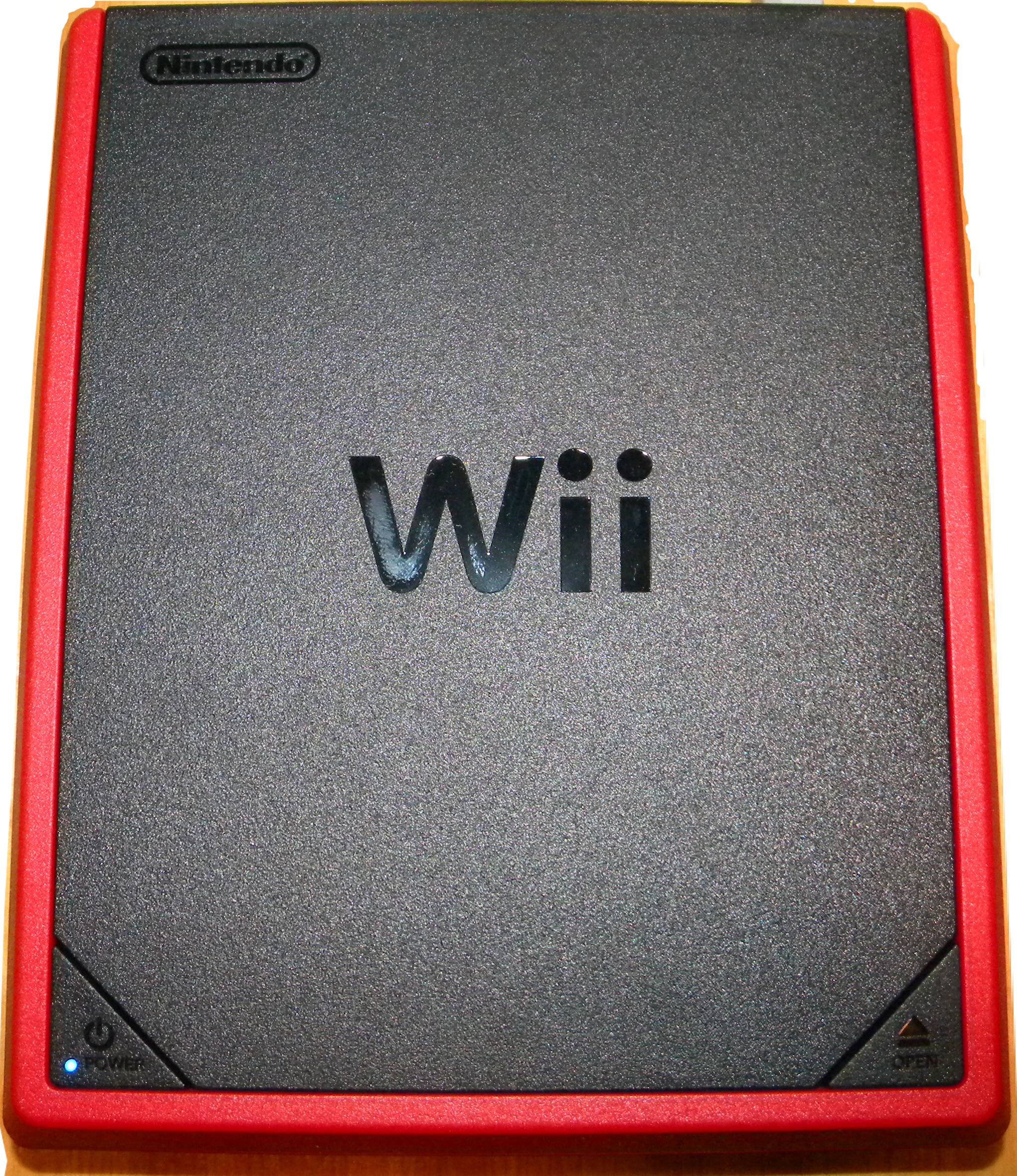
Wii Mini

Companii precum Ubisoft, Electronic Arts, Capcom și Majesco au continuat să lanseze titluri exclusiv pentru Wii, dar cele mai bine vândute jocuri rămân cele produse de Nintendo. Analiștii au speculat că acest lucru se va schimba în timp odată cu popularitatea crescândă a Wii-ului care îi va face pe dezvoltatorii de jocuri să producă conținut pentru acesta; totuși, unii dezvoltatori sunt nemulțumiți din cauza vânzărilor mici. Goichi Suda, creator al jocului No More Heroes pentru Wii, a declarat că „numai titlurile Nintendo se vând bine. Acest lucru nu se datorează doar situației din prezent în Japonia, întâmplându-se chiar și în afara ei. Înainte de a face jocul nu mă așteptam ca Wii-ul să fie o consolă adresată non-gamerilor. Mă așteptam la mai multe jocuri pentru gamerii înrăiți. Realitatea diferă de ceea ce m-am așteptat.” Dimpotrivă, compania care a distribuit jocul în zona PAL, Rising Star Games, a fost plăcut impresionată de vânzările jocului. Goichi Suda și-a retras afirmațiile mai târziu, menționând că No More Heroes se adresează unui alt tip de jucători față de ceea ce oferă platforma.
Pe 23 septembrie 2009, Nintendo a anunțat prima reducere de prețuri pentru Wii. În Statele Unite, prețul a fost redus cu 50 de dolari, ajungând la noul preț recomandat de producător (MSRP) de $199.99, măsură pusă în aplicare de pe 27 septembrie 2009. În Japonia, prețurile au scăzut de la ¥25,000 la ¥20,000, începând cu 1 octombrie 2009. În Europa (cu excepția Regatului Unit), prețul a scăzut de la €249 la €199. Pe 3 mai 2010, Nintendo a anunțat că va vinde consolele Wii din SUA la pachet cu Wii Sports Resort și Wii MotionPlus, începând cu data de 9 mai 2010. Din 15 mai 2011, consola se vinde cu 149,99 de dolari și vine la pachet cu Mario Kart Wii. O variație mai mică și mai ușoară a consolei, Wii Mini, a fost lansată pe 22 martie 2013 în Marea Britanie la prețul de 65 de lire sterline.

### Xbox 360
Consola Xbox 360 creată de Microsoft, urmașul lui Xbox, a obținut rapid poziția de lider de piață inițial datorită sistemului online de gaming Xbox Live și a faptului că a fost prima consolă lansată din cea de-a șaptea generație, cu un an mai repede decât celelalte două. Vânzările în America de Nord și Europa au continuat să fie solide chiar și după lansarea Wii-ului și a lui PlayStation 3. Ca și predecesorul său, Xbox 360 nu a fost bine primită în Japonia, datorită lipsei jocurilor adresate jucătorilor japonezi.
Lansarea timpurie a dus la probleme tehnice pentru o parte a consolelor vândute. Cea mai cunoscută problemă este „red ring of death”, cod de eroare E74, din cauza căreia unii utilizatori au fost nevoiți (și încă sunt nevoiți) să-și înlocuiască consolele de mai multe ori. Microsoft a încercat să se adreseze acestei probleme oferind garanție pentru trei ai tuturor consolelor afectate și reparându-le gratuit. A rambursat retroactiv sumele plătite de utilizatori pentru reparații. Conform The Mercury News, noile modele folosesc semicoductoare 65 de nanometri. Noua tehnologie va scădea temperatura consolei, fiind ferită astfel de riscurile de supraîncălzire și de erori de sistem. Microsoft nu a negat sau susținut aceste afirmații.
Pentru că multe jocuri au fost lansate pe ambele console și se adresează aceleași audiențe ca și pe consolele precedente, s-au făcut multe comparații între Xbox 360 și PlayStation 3. PS3-ul folosește un cititor de discuri Blu-ray, producătorii având mai mult spațiu de stocare de date la dispoziție, în timp ce Xbox 360 folosește standradul DVD9. Xbox 360 este mai ieftin de produs, iar arhitectura consolei face ca jocurile să fie mai ușor de programat pentru aceasta.
Până la sfârșitul primului semestru al anului 2007 s-au vândut 11,6 milioane de unități, acestea scăzând cu 60%, în timp ce rivalul Wii câștiga teren iar Sony anunța reduceri de preț pentru PlayStation 3. Strategia Microsoft era să crească vânzările prin lansarea mult așteptatului joc Halo 3 în septembrie 2007, aceasta dând roade, depășind vânzările de Wii în America de Nord. Divizia de Entertainment și Dispozitive a Microsoft a obținut profituri mari, dând publicității profitul trimestrial al diviziei pentru prima dată după doi ani.
Avantajul avut de Xbox 360 în fața competiției a fost lansarea de jocuri triplu A. Game Critics Awards din 2007 a nominalizat 38 de jocuri de pe Xbox 360, din care 12 au câștigat la categoriile lor – mai multe decât pe alte platforme. În martie 2008, Xbox 360 avea în medie 7,5 jocuri vândute pentru fiecare consolă în parte în SUA; în Europa media era de șapte, în timp ce pe PS3 media era de 3,8, iar pe Wii de 3,5, conform Microsoft. La Conferința Dezvoltatorilor de Jocuri, Microsoft a anunțat că se aștepta la mai mult de 1000 de jocuri disponibile pentru Xbox 360 până la sfârșitul acelui an. Pe Xbox 360 au fost lansate și titluri plănuite inițial ca exclusivități pentru PS3, incluzând cele din seria Devil May Cry, Ace Combat, Virtua Fighter, Grand Theft Auto IV, Final Fantasy XIII, Tekken 6, Metal Gear Solid : Rising, și L.A. Noire.
În august 2007 s-au anunțat primele reduceri pentru Xbox 360. Prețul pachetului de bază din SUA a scăzut cu 20$, cel al celui Premium cu $50, iar modelul Elite cu $30. De asemenea, portul HDMI, existent doar pe sistemul Elite, a fost adăugat și modelelor Premium și Arcade; pachetul Core a fost scos de pe piață.
La E3 2010, Microsoft a anunțat Xbox 360 Slim la prețul de 299.99$. A înlocuit modelul Elite și includea un adaptor 802.11n WLAN, port TOSLINK integrat, 5 porturi USB și un HDD de 250 GB. Senzorul de mișcare Kinect putea fi conectat direct la consolă fără a fi băgat în priză. O variantă de 199.99$ a fost lansată în America pe 3 august 2010, și mai târziu în Europa și în România, înlocuind modelul Arcade. Are 4 GB și finisaj matte. Ultima variantă, Xbox 360 E, a fost anunțată la E3 2013.

### PlayStation 3
Consola PlayStation 3 a fost lansată pe 11 noiembrie 2005 în Japonia și 17 noiembrie 2006 în SUA și Canada. Din cauza arhitecturii complicate, bazată pe microprocesorul Cell și formatul Blu-ray au dus la dificultăți de fabricare, în special pentru diodele Blu-ray-ului, ducând la un stoc limitat la lansare și întârzierea lansării pentru regiunea PAL; totuși, la începutul lunii decembrie a anului 2006, Sony a anunțat că toate dificultățile legate de fabricare au fost depășite. Analiștii și conducerea Sony au menționat că succesul consolei PlayStation 3 și a formatului Blu-ray erau interdependente; Rich Marty, VP al New Business Development la Sony Pictures Home Entertainment declara că „PS3 a avut un rol crucial în succesul of Blu-ray-ului,” în timp ce Phil Harrison a preconizat că succesul lui PlayStation 3 va fi asigurat de piața filmelor pe discuri Blu-ray care este în creștere ... un factor pozitiv ... cu cât se vor vinde mai multe playere de Blu-ray, cu atât mai multe filme vor fi disponibile pe acestea, care vor primi mai mult spațiu pe rafturile magazinelor.”
Sony a continuat să lanseze noi jocuri exclusiv pentru PS3 din seriile Gran Turismo, Team Ico și God of War, lansând totodată și mai multe jocuri third-party de mare interes, printre care Metal Gear Solid 4: Guns of the Patriots, Final Fantasy Versus XIII, Yakuza 3, Agent, și Demon's Souls. Titluri care inițial erau lansate exclusiv pe platformele Sony, ca cele din seria Devil May Cry, Ace Combat, Virtua Fighter, și Monster Hunter, au început să fie lansate și pe consolele concurente. Fostele titluri Grand Theft Auto au fost lansate inițial pe PlayStation 2, înainte de a apărea pe alte platforme, cum ar fi Xbox, după câteva luni; cu toate acestea, Grand Theft Auto IV a fost lansat simultan pe Xbox 360 și PlayStation 3. Exclusivități precum Assassin's Creed; Bladestorm: The Hundred Years' War, și Fatal Inertia au fost lansate de asemenea pe Xbox 360, cu ultimul joc făcându-și apariția mai întâi pe Xbox 360. Din seria Katamari, exclusiv lansată pe PS2, ultimul joc,  Beautiful Katamari, a fost lansat exclusiv pe Xbox 360. Alte exclusivități de PlayStation lansate și pe Xbox 360 au fost Final Fantasy XIII și Tekken 6 lansate la 8 octombrie 2008, anunțându-se totodată și lansarea lui Tekken 6 pe Xbox 360; la fel ca al cincilea joc din seria Metal Gear, Metal Gear Solid: Rising; L.A. Noire, anunțat ca exclusivitate încă de la conceperea acestuia, a fost lansat și pe Xbox 360; Dark Souls, succesorul Demon's Souls de asemenea. PlayStation 3 a reușit să păstreze ca exclusivități jocurile Metal Gear Solid 4,  Final Fantasy Versus XIII, Yakuza 3, Demon's Souls, și Agent. Sony înregistra vânzări mai scăzute decât se aștepta inițial, pierduse titluri care trebuiau să fie lansate numai pentru PlayStation 3 și încă avea probleme cu stocul de console. Reuște să se mențină pe linia de plutire cu producții proprii, cu serii gen Uncharted, Ratchet & Clank, Sly Cooper, inFamous, Valkyria Chronicles, Little Big Planet, Resistance, Killzone și altele.
În iulie 2007, Sony a anunțat o reducere a modelului de 60 de GB pentru SUA și Canada de 100$. Pe 18 octombrie 2007, Sony anunță aceeași măsură și pentru modelul de 80 GB și un nou model de 40 GB evaluat la 399$, lansat pe 2 noiembrie 2007 eliminând compatibilitatea cu jocurile de PS2. După o lună, Sony a anunțat o creștere a vânzărilor modelelor de 40 GB și 80 GB cu 192%. În noiembrie 2008, Sony a lansat un nou model de 499$ de 160 GB, iar pe 18 august 2009, PS3 Slim. PS3 slim s-a vândut într-o singură lună în peste un milion de bucăți. Modelul de 250 de GB a fost lansat pe 1 septembrie și a costat $299, £249 și €299. În septembrie 2009, a fost lansat modelul de 120 GB Slim la $299, urmând ca în august 2010 să fie lansat modelul de Slim de 160 GB. Pe 17 septembrie 2010, Sony a lansat modelul de Slim de 320 GB, vândut doar la pachet cu PlayStation Move pentru $399.99. Acest accesoriu este inclus la pachet în jocuri precum Sport Champions, Sport Champions 2, Heavy Rain, etc.
În septembrie 2012, Sony a anunțat un PS3 mai subțire (CECH-4000), cunoscut ca „Super Slim”. A fost lansat la sfârșitul anului 2012 cu hard-diskuri de 250 GB respectiv 500 GB. Este ultimul model de PS3 care încă se mai fabrică.

### Comparație
^a Pachetele cu jocuri nu sunt adăugate în tabel. Pachete gen ediție specială sau limitată pot conține alte accesorii.

^b Există tot felul de controllere pentru cele trei console, incluzând cele pentru muzică gen microfoane sau tobe.

^c Toate consolele sunt capabile de a reda imagini 3D prin anaglyph sau sisteme de cadre compatibile (side-by-side/SbS, top and bottom/TaB), pentru că acestea nu necesită hardware de ieșire separa.

^dAplicațiile de Facebook și Twitter pentru Xbox 360 au fost retrase în octombrie 2012.

#### Vânzări
Aceste date sunt bazate pe surse venite de la producători. Datele din Canada și SUA sunt bazate pe date de la NPD Group, cele din Japonia de la Famitsu/Enterbrain, și cele din UK de la GfK Chart-Track.
| Consolă       | Unități vândute la nivel mondial                          | Unități vândute persoanelor din Australia                             | Unități vândute persoanelor din Canada | Unități vândute persoanelor din Japonia | Unități vândute persoanelor din SUA   | Unități vândute persoanelor din Europa |
| ------------- | --------------------------------------------------------- | --------------------------------------------------------------------- | -------------------------------------- | --------------------------------------- | ------------------------------------- | -------------------------------------- |
| Wii           | 100,04 milioane (din 30 iunie 2013)                       | 2 milioane (din octombrie 2010)                                       | 2 milioane (din 16 decembrie 2009)     | 12,73 milioane (din 30 iunie 2013)      | 39 de milioane (din 28 February 2011) | 25 de milioane (din decembrie 2010)    |
| PlayStation 3 | 75 milioane (estimare IDC din martie 2013: "78 milioane") | 1,2 milioane (din 31 decembrie 2010)                                  | 1,5 milioane (din 6 octombrie 2010)    | 10 de milioane (din 11 aprilie 2010)    | 15,4 milioane (din decembrie 2010)    | 14,7 milioane (din decembrie 2010)     |
| Xbox 360      | 78.2 milioane (Format:Din)                                | 1 milioane (din 20 aprilie 2010 inclusiv vânzările din Noua Zeelandă) | 870,000 (din 31 iulie 2008)            | 1.5 milioane (din 28 februarie 2010)    | 25.4 milioane (din decembrie 2010)    | 13.7 milioane (din decembrie 2010)     |
| Total         | 253,6 milioane                                            | 4,2 milioane                                                          | 4,4 milioane                           | 24,0 milioane                           | 79,8 milioane                         | 53,4 milioane                          |

### Compatibilitate cu jocurile de pe consolele anterioare
Wii-ul este compatibil cu toate jocurile de GameCube din aceleași regiuni ca și Wii. Acesta oferă și suport pentru accesoriile GameCube-ului. Varianta Wii Family renunță la compatibilitatea cu jocurile și accesoriile de GameCube. Primele variante de PlayStation 3 și toate modelele de Xbox 360 ofereau doar suport parțial și foloseau emulatoare pentru a putea rula jocuri de Xbox, respectiv PS1 și PS2. Modelele actuale de PS3 nu oferă compatibilitate pentru PlayStation 2, deși pot fi rulate jocuri de PS1. Pe primele modele de PS3 puteau fi rulate toate jocurile de PS2, acestea având și cipul de pe PS2-uri, Emotion Engine. Compatibilitatea jocurilor de Xbox pe Xbox 360 este în creștere datorită patch-urilor care se descarcă automat de pe Xbox Live sau luate de pe site-ul Xbox iar compatibilitatea cu PS3 este sporită de actualizarea firmware-ului. Toate cele trei console oferă jocuri din generațiile anterioare pentru a putea fi descărcate; Xbox 360 prin serviciul Xbox Originals, PlayStation 3 prin PlayStation Store, iar Wii prin Virtual Console. Pentru a suplini lipsa compatibilității jocurilor de PS2 pe modelele mai noi de PS3, multe jocuri populare au fost relansate ca PlayStation 2 Classics, unele dintre ele având grafica îmbunătățită.

### Fiabilitate
În revista Game Informer, ediția din septembrie 2009, au fost publicate rezultatele unui sondaj la care au participat peste 5000 de corespondenți, dintre care 54.2% care au avut un Xbox 360 s-au confruntat cu defecțiuni ale consolei, față de 10.6% pe PlayStation 3, și 6.8% pe Wii.
În august 2009, furnizorul de certificate de garanție SquareTrade a publicat estimări ale consolelor defecte, în primii doi ani de la cumpărare. Datele sunt: 23.7% pentru Xbox 360, 10.0% pentru PlayStation 3 și 2.7% pentru Wii.

## Console portabile

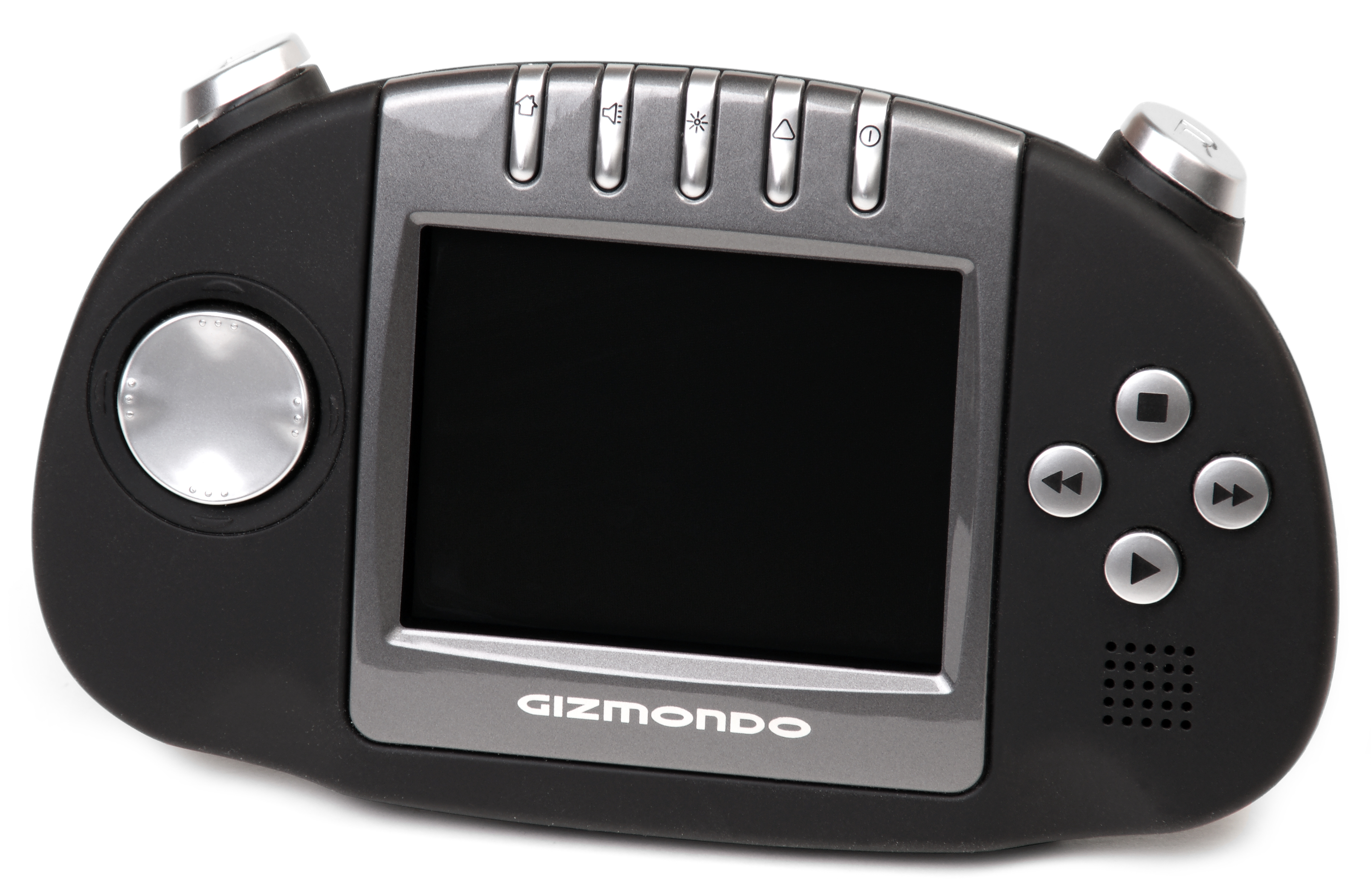
Gizmondo

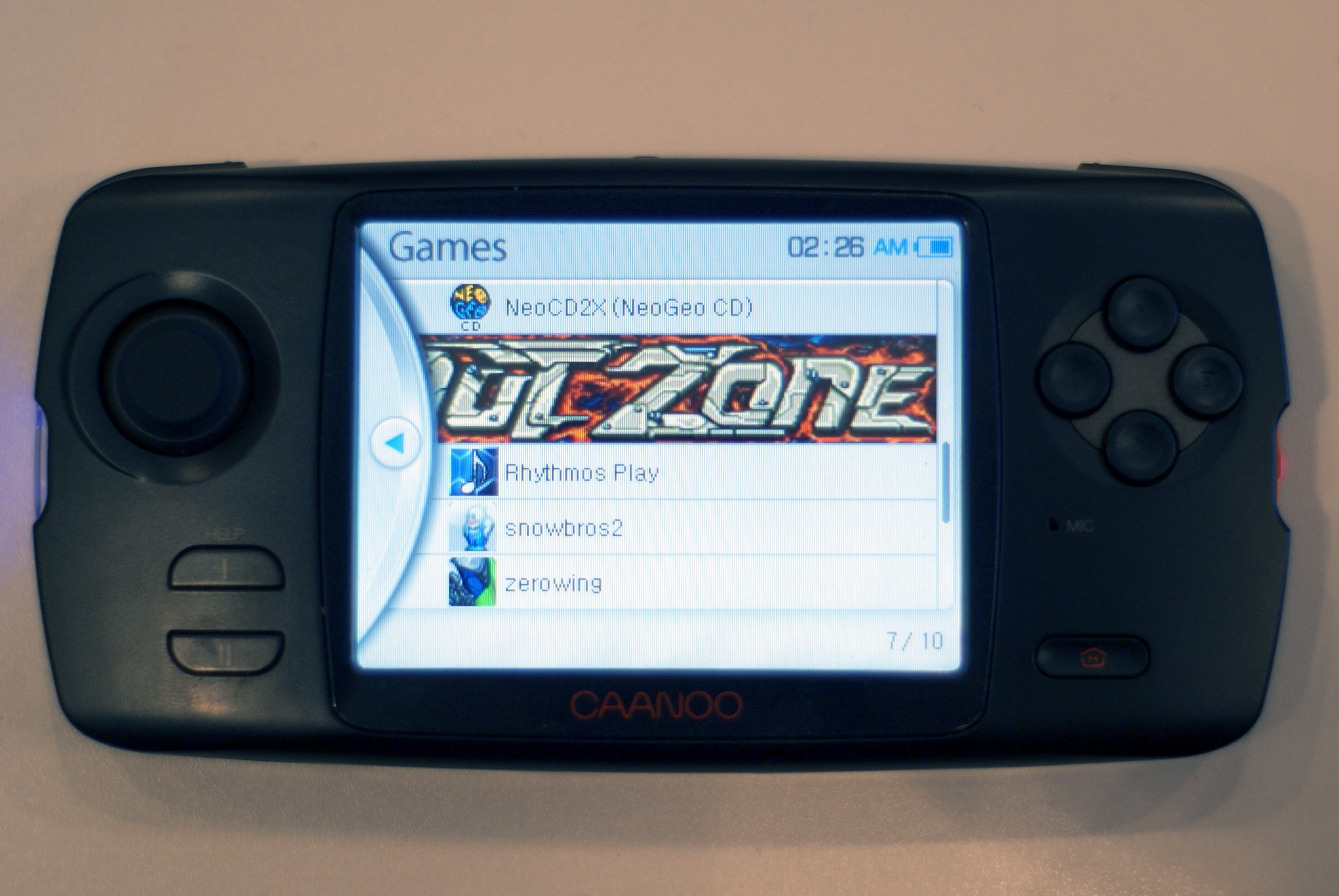
CAANOO

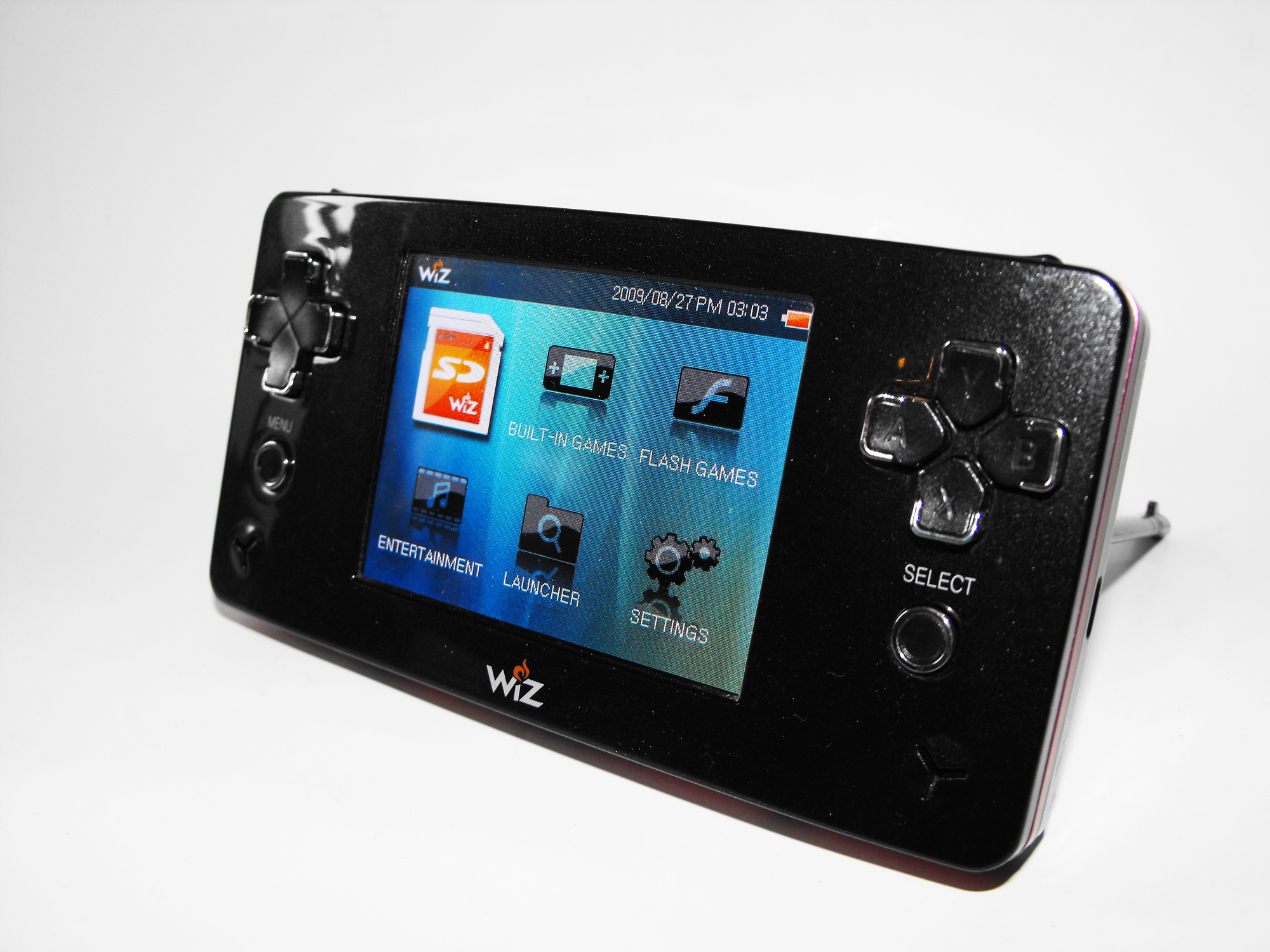
GP2X Wiz

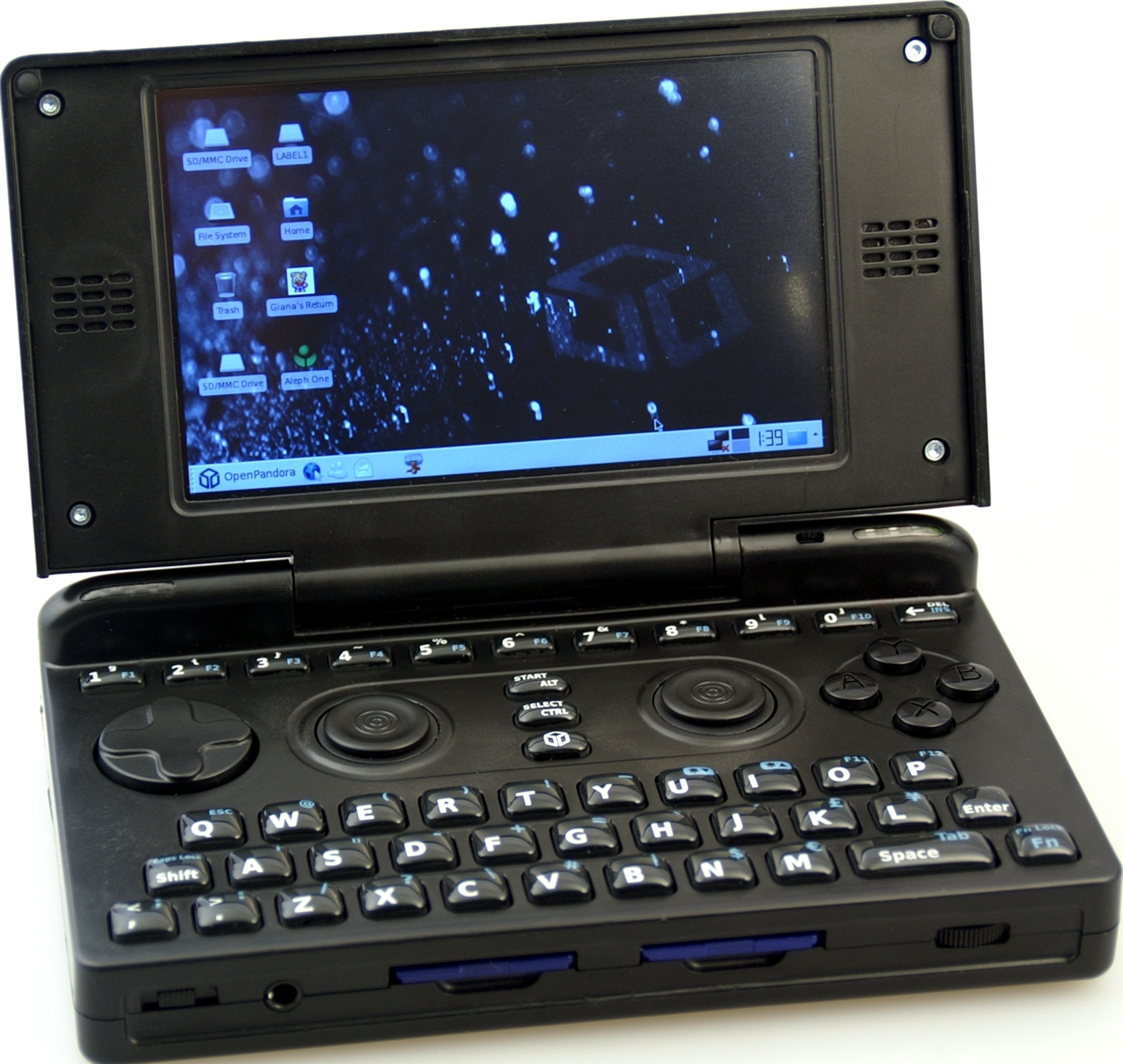
Pandora

Pentru consolele portabile de jocuri, cea de-a șaptea generație a început cu lansarea consolei Nintendo DS pe 21 noiembrie 2004. Aceasta era diferită prin design față de Game Boy și restul consolelor portabile. Nintendo DS oferea noi posibilități de interacțiune față de vechiile generații prin includerea touchscreen-ului, conexiune wirelwss folosind IEEE 802.11b, și un microfon pentru a putea vorbi cu NPC-urile din jocuri. Pe 12 decembrie 2004, Sony a lansat prima sa consolă portabilă, PlayStation Portable. Aceasta se adresa la lansare gamerilor cu vârste de peste 25 de ani sau piața de „bază”, în timp ce Nintendo DS s-a dovedit a fi popular pentru gameri întăiți cât și clienți noi.
Nokia și-a relansat platforma N-Gage sub forma unui serviciu pentru modelele cu S60. Acesta a fost lansat pe 3 aprilie 2008. Printre alte console portabile mai puțin populare se numără Gizmondo (lansat pe 19 martie 2005 și scos de pe piață în februarie 2006) și GP2X (lansat pe 10 noiembrie 2005 și scos în august 2008). GP2X Wiz, Pandora, și Gizmondo 2 erau planificate pentru a fi lansate în 2009.
Alte aspecte pentru a șaptea generație au fost începutul competiției dezvoltatorilor de jocuri pentru mobil, care au lansat numeroase aplicații pentru iPhone, telefoane cu Android și tablete. Jocuri simple, cum ar fi Tetris și Solitaire, au existat pe PDA-uri de la apariția lor. Începând cu anul 2009, grafica devine din ce în ce mai bună, iar jocurile sunt distribuite digital.

### Comparație
| Nume | Nintendo DS / DS Lite / DSi / DSi XL | PSP-1000 / PSP-2000 / PSP-3000 / PSP Go / PSP-E1000 |
| --- | --- | --- |
| Manufacturer | Nintendo | Sony |
| Console | De la stânga la dreapta: Nintendo DS, Nintendo DS Lite, Nintendo DSi, Nintendo DSi XL | De la stânga la dreapta: PSP-1000, PSP-2000, PSP-3000, PSP Go |
| Data lansării | \| Nintendo DS: - AN 21 noiembrie 2004 - JAP 2 decembrie 2004 - AUS 24 februarie 2005 - EUR 11 martie 2005 Nintendo DS Lite: - JAP 21 martie 2006 - AUS 1 iunie 2006 - AN 11 iunie 2006 - EUR 23 iunie 2006 \| Nintendo DSi: - JAP 1 noiembrie 2008 - AUS 2 aprilie 2009 - EUR 3 aprilie 2009 - AN 5 aprilie 2009 Nintendo DSi XL: - JAP 21 noiembrie 2009 - EUR 5 martie 2010 - AN 28 martie 2010 - AUS 15 aprilie 2010 \| | PSP:- JAP 12 decembrie 2004 - AN 24 martie 2005 - PAL 1 septembrie 2005 PSP Go:- SUA/EU 1 octombrie 2009 - JAP 1 noiembrie 2009 |
| Prețuri la lansare | DS: Japonia: ¥15,000 SUA: US$149.99 Europa: €149.99 Marea Britanie: £99.99 DS Lite: Japonia: ¥24,800 (¥26,040 tax incl.) SUA: US$129.99 / C$299.99 Europa: €249 Marea Britanie: £179.99 | PSP-1000: Japonia: ¥19,800 (¥20,790 taxe incl.) SUA: US$199.99 / C$229.99 Europa: €199.99 Regatul Unit: £179.99 PSP-2000: Japonia: ¥19,800 SUA: US$169.99 / C$199.99 EuropA: €169 / £129.99 Regatul Unit: £129.99 PSP-3000: SUA: US$169.99 (pachetul de bază), US$199.99 (pachet cu joc) PSP Go (PSP-N1000): US$249.99 |
| Mediu de stocare | Nintendo DS Game Card, casetă de Game Boy Advance (doar pe DS, DS Lite), SD(HC) Card (doar DSi) | Universal Media Disc (UMD) (pentru PSP-1000, PSP-2000, PSP-3000 și PSP-E1000), Memory Stick Duo (PSP-1000, PSP-2000, PSP-3000), Memory Stick Micro(M2), Memorie flash (doar PSP Go), distribuție digitală prin PSN |
| Cele mai bine vândute jocuri | New Super Mario Bros., 29,09 milioane, toate variantele combinate (din 31 martie 2012) Nintendogs, 23,64 milioane (din 31 martie 2011) | Monster Hunter Portable 2nd G, 2,7 milioane (din ianuarie 2009) Grand Theft Auto: Liberty City Stories 2,7 milioane (din 26 noiembrie 2008) |
| Alte jocuri importante | Pokémon Black and White Mario Kart DS LEGO Batman 2: DC Super Heroes Phoenix Wright: Ace Attorney Kingdom Hearts 358/2 Days Lego Battles: Ninjago Dragon Quest IX: Sentinels of the Starry Skies Disney Princess: Magical Jewels The World Ends With You Chrono Trigger | God of War: Chains of Olympus God of War: Ghost of Sparta Kingdom Hearts Birth by Sleep Crisis Core: Final Fantasy VII Assassin's Creed: Bloodlines Dissidia 012 Final Fantasy Metal Gear Solid Peace Walker Daxter Ratchet & Clank: Size Matters Rock Band Unplugged Resistance: Retribution                          |
| Accesorii incluse și altele | - Lansarea modelului DS: Stylus, curea de mână, Metroid Prime Hunters demo (în afara Japoniei) - DS Lite: Stylus, curea de mână (doar în Japonia) | - PSP-1000 Value Pack: Carcasă PSP, curea de mână, Memory Stick Pro Duo de 32 MB, căști cu telecomandă |
| Acesorii (retail) | - Rumble Pak - Nintendo DS Headset - Nintendo MP3 Player - Nintendo DS Browser - Nintendo DS Memory Expansion Pak - Nintendo DS Digital TV Tuner - Mai multe... | - PSP Camera - GPS - PSP Extended Battery Pack - PSP Portable Travel Case - LocationFree Player - Microfon PSP - PSP Media Manager - PSP cablu analog AV - PSP cablu component - cablu USB |
| CPU | DS și DSL: 67 MHz ARM9 și 33 MHz ARM7 DSi: 133 MHz ARM9 și 33 MHz ARM7 | MIPS bazată pe R4000; setat de la 1 la 333 MHz |
| Memorie | DS și DSL: 4 MB SRAM DSi: 16 MB | EDRAM (5 MB rezervați pentru kernel, 3 pentru muzică) PSP-1000: 32 MB PSP-2000, PSP-3000, PSP Go: 64 MB |
| Interfață | - D-pad - Șase butoane în față - Două butoane tip „shoulder” - Analog stick - Ecran tactil - Microfon - Cameră de 0.3 Megapixeli și cameră VGA (doar DSi) | - D-pad - Șase butoane în partea de jos - Două butoane tip „shoulder” - Buton „Home” (buton „PS” pe PSP-3000, PSP-E1000 și PSP Go) - Analog stick - Microfon (PSP-3000 și PSP Go) |
| Dimensiuni | DS: 148.7 × 84.7 × 28.9 mm (5.85 × 3.33 × 1.13 inchi) DS Lite: 133 × 73.9 × 21.5 mm (5.24 × 2.9 × 0.85 inches) | PSP 1000: 74 mm (2,9 in) (h) 170 mm (6,7 in) (w) 23 mm (0,91 in) (d) PSP Slim & Lite:71,4 mm (2,81 in) (h) 169,4 mm (6,67 in) (w) 18,6 mm (0,73 in) (d) PSP Go: 69 mm (2,7 in) (h) 128 mm (5,0 in) (w) 16,5 mm (0,65 in) (d)                                                                                           |
| Greutate | DS: 275 g DSL: 218 g DSi:214 g DSi XL: 314 g | PSP 1000: 280 g PSP Slim & Lite 189 g PSP Go: 158 g |
| Servicii online | Nintendo Wi-Fi Connection, DSi Shop (doar DSi), DSi camera (doar DSi), DSi sound, Internet browser (DSi), Flipnote studio (DSi), Facebook (DSi XL) | PlayStation Network, RSS reader, Skype (PSP-2000, PSP-3000 și PSP Go), PlayStation Store Internet browser, benzi desenate digitale, Remote Play |
| Backward compatibility | Game Boy Advance (DS, DS Lite) | PlayStation (doar PSone Classics), TurboGrafx-16/TurboGrafx-CD (prin PlayStation Store), Neo Geo (prin PlayStation Store), PlayStation 3 (prin Remote Play) |
| Software de sistem | Nintendo DS Menu (DS, DS Lite), Nintendo DSi Menu (DSi) | XrossMediaBar (XMB) |
| Rezoluție | 256 × 192 (ambele ecrane) | 480 × 272 |
| Network | Wi-Fi 802.11b, Wi-Fi 802.11g (doar DSi), wireless ad hoc cu alte modele de DS și Nintendo Wii | Wi-Fi 802.11b (PSP-1000, PSP-2000, PSP-3000 și PSP Go), IrDA (PSP-1000), Bluetooth (PSP Go), wireless ad hoc cu alte PSP-uri și PS3-uri |
| Audio | Boxe Stereo, jack pentru căști | Boxe Stereo (o boxă mono pentru E-1000), jack pentru căști |
| I/O | 1 slot pentru Nintendo DS Game Card un slot GBA (DS, DS Lite) 1 slot SD(HC)(DSi) | Drive UMD (PSP-1000, PSP-2000, PSP-3000 și PSP-E1000) 1 port USB (conector Sony pentru PSP Go, mini-b pentru celelalte modele) 1 slot Memory Stick Duo/PRO Duo (Memory Stick Micro (M2) pe PSP Go) 1 IrDA (PSP-1000)                                                                                                   |
| Mediu de stocare | Nintendo DS Game Card, card SD(HC) (DSi) | Memory Stick Duo/PRO Duo (Memory Stick Micro (M2) pe PSP Go), 16 GB de memorie flash (PSP Go) |
| Viața bateriei | DS, cu backlight pornit: 14 ore DS Lite, luminozitatea la minim: 15–19 ore DSi, luminozitatea la minim: 9–14 ore | MP3 playback: 10 ore Joc: aproximativ 3–6 ore Video playback: 3–7 ore depinzând de nivelul de luminozitate Internet browsing prin Wi-Fi: aproximativ 3–4 ore |
| Unități vândute (toate modelele combinate) | La nivel mondial: 153,93 milioane (din 30 iunie 2013) Japonia: 32,99 milioane (din 30 iunie 2013) Regatul Unit: 8,8 milioane (din 3 ianuarie 2009) SUA: 28 de milioane (din 31 Januarie 2009) Australia: 3 million (din decembrie 2010) | Worldwide: 71,4 milioane (din 13 septembrie 2011) Japonia: 11,078,484 (din 28 decembrie 2008) Regatul Unit: 3,2 million (din 3 ianuarie 2009) SUA: 10,47 milioane (din 1 ianuarie 2008) Australia: 675,000 (adin 31 decembrie 2010)                                                                                    |
| Nintendo DS: - AN 21 noiembrie 2004 - JAP 2 decembrie 2004 - AUS 24 februarie 2005 - EUR 11 martie 2005 Nintendo DS Lite: - JAP 21 martie 2006 - AUS 1 iunie 2006 - AN 11 iunie 2006 - EUR 23 iunie 2006 | Nintendo DSi: - JAP 1 noiembrie 2008 - AUS 2 aprilie 2009 - EUR 3 aprilie 2009 - AN 5 aprilie 2009 Nintendo DSi XL: - JAP 21 noiembrie 2009 - EUR 5 martie 2010 - AN 28 martie 2010 - AUS 15 aprilie 2010 | |

Notă: Primul an al lansării este primul an în care consola a devenit disponibilă la nivel mondial.

## Alte console

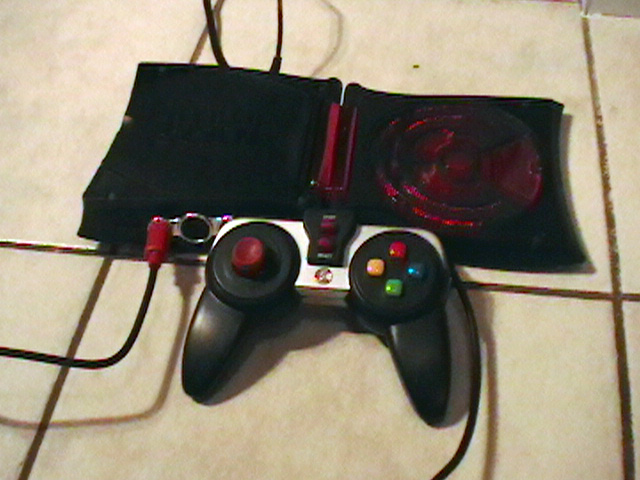
HyperScan

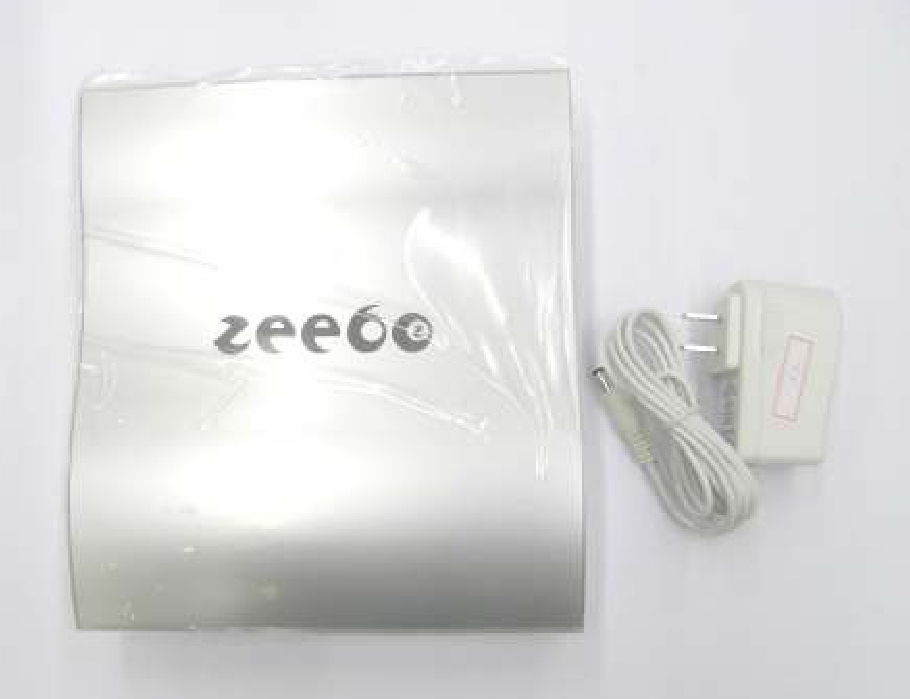
Zeebo

Au fost lansate și alte console în timpul celei de-a șaptea generație. Acestea fie se bazau pe anumite categorii de jucători, fie erau mai puțin performante.

### Console
| Nume                                  | Producător  | Data lansării | Note                                     |
| ------------------------------------- | ----------- | ------------- | ---------------------------------------- |
| EVO Smart Console                     | Envizions   | 2006          | Poate fi considerat un Media PC          |
| Zeebo                                 | Zeebo Inc.  | 2009          | Vândut numai în Mexic, Brazilia și India |
| HyperScan                             | Mattel      | 2006          | Doar pentru copii                        |
| Game Wave Family Entertainment System | ZAPiT Games | 2005          | Jocuri incorporate pentru familie        |

### Console portabile
| Nume                            | Producător                                   | Data lansării                                                                       | Note                                         |
| ------------------------------- | -------------------------------------------- | ----------------------------------------------------------------------------------- | -------------------------------------------- |
| CAANOO                          | GamePark Holdings                            | 16 august 2010                                                                      | Rulează emulatoare                           |
| Fusion: 30-In-1 Portable Arcade | Jungle Soft                                  | 2010                                                                                | Jocuri incorporate                           |
| GP2X Wiz                        | GamePark Holdings                            | 12 mai 2009                                                                         |                                              |
| Leapster2                       | LeapFrog Enterprises, Inc.                   | 2008                                                                                | Jocuri educaționale                          |
| Mi2 / PDC Touch                 | Planet Interactive/Conny Technology/Videojet | noiembrie 2009 – Benelux, China, Franța, Spania, Germania, Regatul Unit, Portugalia | Multe jocuri incorporate                     |
| Pandora                         | OpenPandora                                  | mai 2010                                                                            | Rulează Linux și este făcută pentru homebrew |
| Pelican VG Pocket               | Pelican Accessories                          | august 2006                                                                         |                                              |

Lansate doar în China
| Nume           | Producător                        | Data lansării |
| -------------- | --------------------------------- | ------------- |
| Dingoo A320    | Shenzhen Dingoo Digital Co., Ltd. | martie 2009   |
| Ez MINI        | Mitac sau Mio                     | 2005          |
| Gemei X760+    | Gemei                             | 2009          |
| LetCool N350JP |                                   | 2011          |

Lansate doar în Coreea de Sud
| Nume | Producător        | Data lansării     |
| ---- | ----------------- | ----------------- |
| GP2X | GamePark Holdings | 10 noiembrie 2005 |

## Cloud gaming
| Nume                   | Producător | Data lansării     |
| ---------------------- | ---------- | ----------------- |
| OnLive                 | OnLive     | 17 iunie 2010     |
| Gaikai                 | Gaikai     | 27 februarie 2011 |
| OTOY                   | OTOY       |                   |
| Playcast Media Systems |            |                   |
| G-cluster              |            |                   |

## Jocuri
- Assassin's Creed II (PC, PS3, Xbox 360) a primit critici pozitive. Succesul său a dus la crearea lui Assassin's Creed: Brotherhood și Assassin's Creed: Revelations. Are media notelor pe Metacritic 91, 90, respectiv 86.[195][196][197] Jocul a fost apreciat pentru atenția acordată explorării open-world și a interacțiunii, a jocului non-liniar și a varietății de misiuni față de primul Assassin's Creed.
- Batman: Arkham Asylum (PC, PS3, Xbox 360) a fost apreciat pentru inovație, gameplay, și povestea complexă. A câștigat un Record Mondial Guinness pentru „Cel mai bine primit joc video de supereroi de către critici”. A depășit mai multe recorduri în această categorie, reușind să aibă o medie de 91,67 de la recenzori din toată lumea.[198] Jocul care i-a urmat, Batman: Arkham City, a fost și mai bine primit de critici decât predecesorul său.
- BioShock (PC, PS3, Xbox 360) este considerat un joc care a influențat alte jocuri din punct de vedere artistic[199][200] cu o poveste care a creat controverse cauzate de deciziile pe care le are de luat jucătorul în timpul jocului.[201] BioShock 2 și BioShock Infinite, al doilea și al treilea titlu din franciza Bioshock, au fost de asemenea bine primite de critici și jucători.
- Gears of War (PC, Xbox 360) a avut cele mai mari vânzări de precomaenzi după Halo 2.[202] Gears of War a fost de asemenea și primul joc de Xbox sau Xbox 360 care s-a vândut în totalitate și s-a clasat printre primele zece cele mai bine vândute jocuri din Japonia.[203] Pe 7 noiembrie 2006 (ziua în care a fost lansat) a devenit cel mai popular joc de pe serviciul Xbox Live, depășind jocul Halo 2, care deținea această poziție încă de la lansarea sa din noiembrie 2004.[204] Pe 19 ianuarie 2007, după zece săptămâni de la debut, s-au vândut peste trei milioane de unități.[205]
- Grand Theft Auto IV (PC, PS3, Xbox 360) este un joc de tip sandbox de acțiune-aventură dezvoltat de Rockstar North. Jocul a fost foarte bine primit de critici, fiind atât de popular încât unii din producătorii de la Hollywood au început să verifice și datele lansărilor jocurilor video pentru a nu interfera cu cele ale lansării filmelor, în special efectul pe care l-ar fi putut avea Grand Theft Auto IV' asupra lansării din 2 mai 2008 a filmului Iron Man.[206] Din octombrie 2008, variantele de PS3 și Xbox 360 au obținut locurile trei, respectiv opt pe clasamentul GameRankings care se ocupă de cele mai bine notate jocuri din toate timpurile.[207] GTA IV a reușit să obțină peste 500 de milioane de dolari în prima săptămână.
- Grand Theft Auto V (PS3, Xbox 360) este ultimul titlu lansat exclusiv în timpul celei de-a șaptea generație de console. A fostfoarte bine primit de critici. A avut în primele trei zile de la lansare încasări de un miliard de dolari.[208] și a devenit jocul cu cele mai mari încasări din toate timpurile.
- Halo 3 (Xbox 360) a doborât multe recorduri încă din prima zi, printre care numărul de precomande (+1,7 milioane), și de vânzări în prima zi (peste 170 de milioane de dolari), depășindu-și predecesorul, Halo 2, în ambele domenii.[209][210] Are un tehnologie AI avansată pentru inamici, deși cea pentru aliații jucătorului lasă de dorit.[211][212]
- LittleBigPlanet (PS3) a fost unul din cele mai așteptate jocuri ale anului 2008. La lansare, a primit recenzii foarte bune, cu o medie a scorurilor de 95/100 pe Metacritic, fiind cel de-al doilea cel mai bine notat joc al anului (după Grand Theft Auto IV).[213] A fost lăudat de G4 ca fiind un joc care „nu numai că este pe val dar îl depășește în multe privințe” iar IGN „pur și simplu uluitor”.[214]
- Mass Effect 2 (PC, PS3, Xbox 360), cel mai bine primit joc din seria Mass Effect, a stabilit noi standarde pentru o poveste mare dar coerentă, cu dezvoltarea poveștii pentru fiecare personaj în parte. Are o medie de 96% pe Metacritic pentru varianta de Xbox 360 și a câștigat numeroase premii printre care BAFTA șo AIAS Game of the Year awards.
- Metal Gear Solid 4: Guns of the Patriots (PS3) a primit nota 10 din partea IGN, GameSpot și a multor critici din domeniul jocurilor video. Are o medie de 94% pe Metacritic.
- Portal  (PC, PS3, Xbox 360) Ambele jocuri au fost bine primite de critici. Este deseori amintit ca unul din jocurile care au avut cea mai mare influnță în acest deceniu pentru revigorarea genului „first person puzzle” și a fost ales, printre alte titluri, să fie expus la Muzeul de Arte Moderne ca exemplu de operă de artă în jocurile video.
- Red Dead Redemption (PS3, Xbox 360) Dezvoltat de Rockstar San Diego, este unul din cele mai bine primite jocuri de către critici în anul 2010. A câștigat numeroase premii de Joc al Anului și are o medie de 95/100 pe site-ul Metacritic.
- Skyrim (PC, PS3, Xbox 360) a fost unul din jocurile cel mai rapid vândute din a șaptea generație, fiind totodată bine primit de critici din întreaga lume.
- Super Mario Galaxy (Wii) a vândut mai multe titluri în prima săptămână, incluzând peste 500,000 în SUA, decât alte titluri Mario în istoria francizei.[215] Din noiembrie 2012, Galaxy și succesorul său, Super Mario Galaxy 2, sunt primul și al treilea cel mai bine notat joc, conform GameRankings,[207] primind din partea a mai multor site-uri premiul de cel mai bun joc al anului
- Super Smash Bros. Brawl (Wii) este produs de Nintendo, în colaborare cu Sega și Konami.[216][217] Este al treilea joc din seria de jocuri cross-over de lupte. Este primul din serie care are personaje third-party, prin includerea lui Solid Snake și a lui Sonic Ariciul.[218] S-a vândut în peste 820.000 de unități în Japonia și a devenit cel mai rapid bine vândut joc din istoria Nintendo of America cu peste 1,4 unități vândute în SUA.[219][220][221] Are o medie de 93% pe Metacritic.
- The Last of Us (PS3) a primit peste 50 de note de 10 din partea publicațiilor de jocuri. Este considerat cel mai bun joc de PlayStation 3 din anul 2013 pe Metacritic, și a avut cele mai bine vânzări la lansare pentru începutul anului, de 1,3 milioane de unități vândute.[222]
- Uncharted 2: Among Thieves (PS3) a fost jocul cu cele mai multe recenzii foarte bune din 2009[223] și este unul din cele mai importante jocuri din generația sa. Are o medie a scorurilor pe Metacritic de 96 din 100, pe GameRankings de 96.38%, iar pe GameStats de 9.5 din 10.[224][225][226] La E3 2009, Uncharted 2 a câștigat cele mai multe premii. Criticii au apreciat aproape toate aspectele jocului începând de la muzica de bună calitate și terminând cu grafica.[227][228]
- Wii Sports (Wii) a fost considerat un factor important în succesul mondial avut de Wii.[229] Jocul, împreună cu Wii Fit, a atras deopotrivă jucători de ocazie, femei și bătrâni.[230] Acest lucru este o raritate în prezent, dezvoltatorii având tendința să se adreseze adolescenților.[231] A fost deseori citat ca un joc care strânge legăturile dintre membrii familiei,[232] și care ajută la scăderea în greutate dacă este jucat frecvent.[233] Din 31 martie 2009, jocul a vândut peste 60 de milioane de copii la nivel mondial, fiind cel mai bine vândut joc de Wii și unul din cele mai bine vândute jocuri din toate timpurile.[234]